# جووانی آمندولا

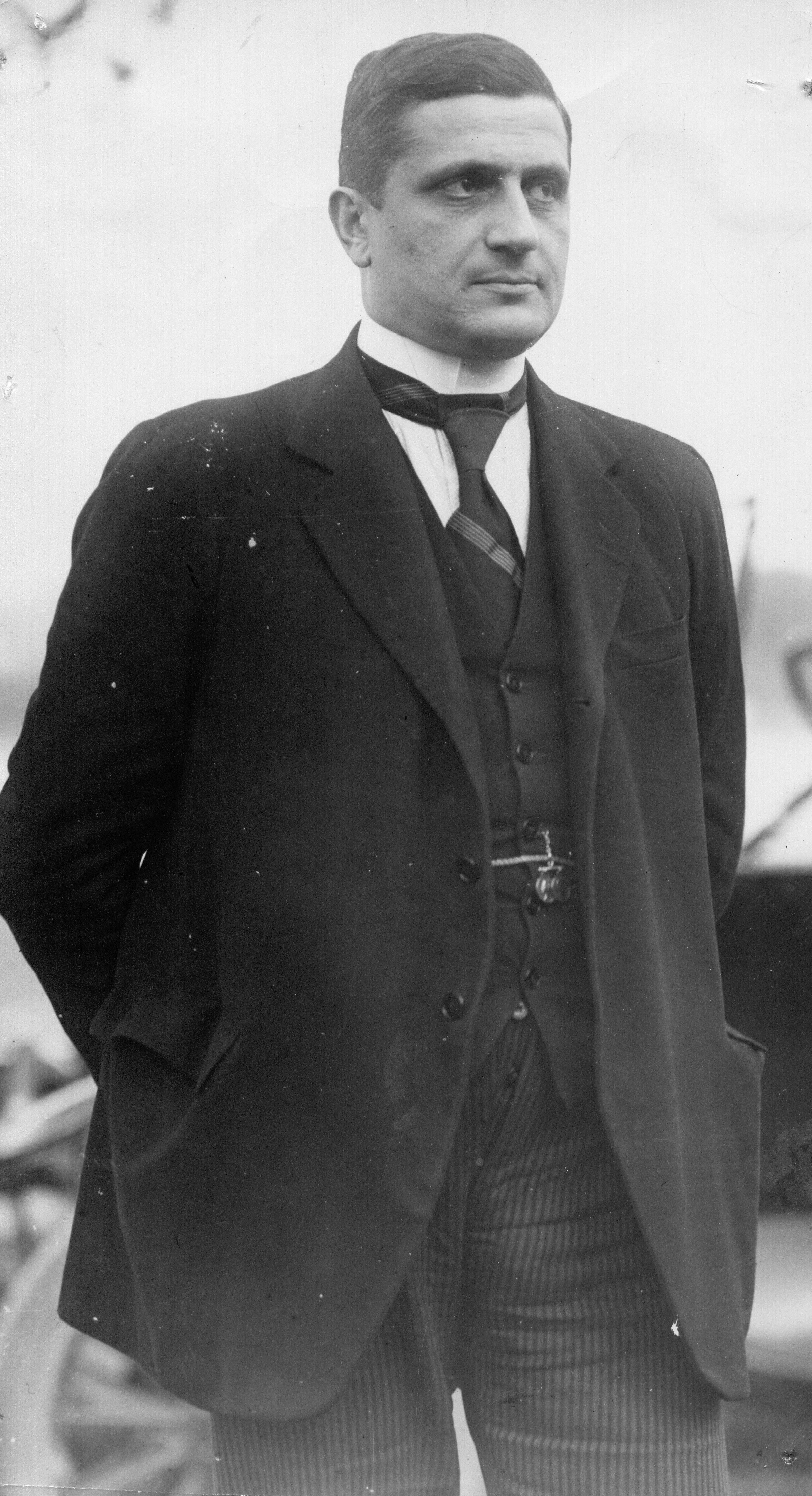
جووانی آمندولا در ۱۹۲۳

جووانی آمندولا (ایتالیایی: Giovanni Amendola; زاده ۱۵ آوریل ۱۸۸۲ ناپل - درگذشته ۷ آوریل ۱۹۶۲ کن) روزنامه‌نگار، فیلسوف، نمایندهٔ پارلمان و سیاستمدار ایتالیایی بود. او یکی از سرسخت‌ترین رهبر مخالفان بنیتو موسولینی در جریان ورود او به عرصهٔ قدرت و از مخالفان جنبش فاشیسم بود. آمندولا در سالرنو به دنیا آمد. بعد از فارغ‌التحصیلی در رشتهٔ فلسفه با چند روزنامهٔ ایتالیایی شروع به همکاری کرد. بعد از آن به عنوان رئیس بخش فلسفه نظری در دانشگاه پیزا مشغول به کار شد.

در جریان ورود و جذب‌اش به عرصهٔ سیاست، سه دوره در مجلس نمایندگان ایتالیا به عنوان نماینده حضور داشت. علی‌رغم این‌که آمندولا حامی جنبش آزادی‌خواهان ایتالیایی بود اما کاملاً در جهت خلاف مرام جووانی جولیتی (آزادی‌خواه ایتالیایی جناح چپ) حرکت می‌کرد. در جریان جنگ جهانی اول توانست سیاست الحاق و اعاده نقاط ایتالیایی زبان به ایتالیا را تصویب کند.
آمندولا نخستین کسی بود که در قرن بیستم اصطلاح توتالیتاریسم را در توصیف نظام و دولت موسولینی به کار برد. از او همچنین می‌توان به عنوان یکی از مخالفان امضاکنندگان مانیفست روشنفکران ضد فاشیست که در اول ماه مه سال ۱۹۲۷ منتشر شد، نام برد. سرانجام در اثر درد و آثار مهلک بر جای مانده از آخرین تعرض یکی از گروه‌های پیراهن سیاه موسولینی، معروف به سکواردیستی درگذشت. پسر او جورجو آمندولا یکی از نویسندگان و سیاستمداران طرفدار حزب کمونیست ایتالیا است.